# Philippinische Badmintonmeisterschaft 1951
Die Philippinische Badmintonmeisterschaft 1951 fand in Manila statt. Es war die dritte Austragung der nationalen Titelkämpfe der Philippinen im Badminton. Die Meisterschaft war offen für internationale Starter.

## Titelträger
| Disziplin    | Sieger                               |
| ------------ | ------------------------------------ |
| Herreneinzel | Ramon Young                          |
| Dameneinzel  | Consuelo G. Paredes                  |
| Herrendoppel | Ramon Young W. F. Foo                |
| Damendoppel  | Estrella Perez Consuelo G. Paredes   |
| Mixed        | Francisco Santos Consuelo G. Paredes |